# Transatlantic
Pour les articles homonymes, voir Transatlantique.
Transatlantic est un supergroupe américain de rock progressif. Il est composé de Roine Stolt, du groupe The Flower Kings, Pete Trewavas, de Marillion, Mike Portnoy, de Dream Theater et Neal Morse, ex Spock's Beard. Le groupe est formé en 1999 en tant que projet parallèle jusqu'en 2002. Il se réunit de nouveau en 2009.

## Biographie

### Première phase (1999–2002)
Le groupe est formé en 1999. Il devait, au départ, inclure le guitariste Jim Matheos de Fates Warning, mais celui-ci n'a finalement pas été en mesure de participer au projet. Morse et Portnoy le remplacent par Roine Stolt, chanteur et guitariste du groupe The Flower Kings. Le groupe est aussi composé du bassiste Pete Trewavas, du groupe Marillion. Leur premier album (double), SMPT:e, paru le 21 mars 2000 au label Metal Blade Records, est très bien accueilli ; Robert Taylor, du site AllMusic, attribue à l'album quatre étoiles sur cinq et note qu'il s'agit de l'« une des meilleures musiques de rock progressif jamais écrites ».
Cet album est suivi par l'album Bridge Across Forever en 2001, puis par les albums live Live in America en 2002 et Live In Europe le 29 septembre 2003. Pour ces albums, comme pour le reste des concerts du groupe, Transatlantic est rejoint par Daniel Gildenlöw (leader de Pain Of Salvation) en tant que membre invité, afin de mieux retranscrire les chansons de Transatlantic avec une seconde guitare.
En 2002, Neal Morse quitte ses groupes Spock's Beard et Transatlantic pour se consacrer à sa carrière solo, axée sur des thèmes religieux. Sans Neal Morse, le groupe se sépare, chaque membre ayant aussi des occupations vis-à-vis de ses groupes respectifs.

### Retour (depuis 2009)
Le 16 avril 2009, le groupe se réunit et annonce la parution prochaine d'un nouvel album,. L'album, intitulé The Whirlwind et commercialisé en octobre 2009, est composé d'une seule pièce de près de 78 minutes mais découpée en 12 parties de 5 minutes à peu près chacune (album concept). L'album atteint la 21e place au Billboard Heatseekers. Le groupe participe à une tournée promotionnelle pour l'album en Amérique du Nord et en Europe. Le groupe est rejoint une nouvelle fois par Daniel Gildenlöw sur scène lors de la tournée.
En février 2013, le nouveau groupe de Neal Morse avec Mike Portnoy, le Neal Morse Band et The Flower Kings débutent une tournée européenne, suivie d'un concert à Los Angeles en mai. Le 10 mars 2013, Pete Trewavas annonce à la Marillion Weekend Convention de Port Zélande, aux Pays-Bas, son intention de partir à Nashville pour de nouveaux enregistrements avec Transatlantic.
Le 30 mai 2013, Mike Portnoy annonce la fin des enregistrements de leur album à venir. Le 17 octobre 2013, ils révèlent le titre de l'album, Kaleidoscope, leur quatrième album sorti le 27 janvier 2014. Une tournée mondiale commence le 31 janvier 2014 : en six semaines, le groupe joue en Amérique du Nord, en Amérique du Sud, et en Europe. Ils participent aussi au festival Progressive Nation At Sea, un rassemblement de nombreux groupes reconnus dans le milieu du rock progressif et du métal progressif, sur un immense paquebot au sein duquel se côtoient équipages, groupes et public, pour la durée d'une croisière de cinq jours. Daniel Gildenlöw étant malade, c'est Ted Leonard, le chanteur-guitariste de Spock's Beard, qui sera le cinquième membre pour la totalité de la tournée.

## Membres

### Membres actuels
- Neal Morse - chant, clavier, guitare (depuis 1999)
- Mike Portnoy - batterie, chœurs (depuis 1999)
- Roine Stolt - guitare, chœurs (depuis 1999)
- Pete Trewavas - basse, chœurs (depuis 1999)

### Musiciens de concerts
- Daniel Gildenlöw - guitare, clavier, chœurs, percussions (depuis 2000)
- Ted Leonard - guitare, clavier, chœurs (2014 uniquement)

## Discographie

### Albums live
- 2001 : Live in America
- 2003 : Live in Europe
- 2010 : Whirld Tour 2010: Live At Shepherd's Bush London
- 2011 : More Never Is Enough: Live @ Manchester & Tilburg 2010
- 2014 : KaLIVEoscope